# Yū Watase
Yū Watase (渡瀬悠宇?, Watase Yū; Osaka, 5 marzo 1970) è una fumettista giapponese (mangaka), celebre per i suoi shōjo manga.
Ha debuttato nel 1989 appoggiata dalla casa editrice Shogakukan e lavora producendo opere come Fushigi yûgi, Alice 19th, Ayashi no Ceres e Fushigi yûgi Special.